# Monaster Dwunastu Apostołów w Kafarnaum
Monaster Dwunastu Apostołów (hebr. כנסיית השליחים, Knessiat ha-Szlichim) – greko-prawosławny monaster położony przy stanowisku archeologicznym Kafarnaum w północnej części Izraela.

## Położenie
Monaster Dwunastu Apostołów leży w centralnej części stanowiska archeologicznego w Kafarnaum, na wysokości 200 metrów p.p.m. na północno-zachodnim wybrzeżu Jeziora Tyberiadzkiego, w depresji Doliny Jordanu na północy Izraela .

## Historia
W 1838 amerykański podróżnik Edward Robinson odkrył starożytne ruiny na północnym brzegu Jeziora Tyberiadzkiego. Nie skojarzył on odkrytych artefaktów z biblijnym Kafarnaum. Dopiero w 1866 brytyjski kapitan Charles William Wilson przeprowadził niewielkie prace archeologiczne i powiązał odkryte ruiny z miastem Jezusa. W 1894 franciszkański ojciec Giuseppe Baldi z Neapolu (Kustodia Ziemi Świętej) zdołał odkupić od Beduinów znaczną część tutejszej ziemi (2/3 całego obszaru). Umożliwiło to Franciszkanom wybudowanie w kolejnych latach ogrodzenia, aby chronić ocalałe ruiny przed coraz częstszymi aktami wandalizmu. Sąsiednią parcelę wykupił Prawosławny patriarchat Jerozolimy (1/3 obszaru). W latach 1927–1931 wybudowano Monaster Dwunastu Apostołów, który często nazywany jest Monasterem Siedmiu Apostołów, od siedmiu apostołów, którzy mieszkali w tej okolicy.
Po I wojnie izraelsko-arabskiej w 1949 monaster znalazł się w strefie zdemilitaryzowanej, która powstała w wyniku zawarcia rozejmu izraelsko-syryjskiego. W opuszczonym monasterze zamieszkała wówczas druzyjska rodzina. Cerkiew przez krótki czas służyła jako stodoła. W 1969 do monasteru powrócił grecki mnich, rozpoczynając renowację obiektu. Obecnie monaster jest opuszczony, a jedyną osobą, którą można w nim spotkać, jest grecki zarządca.

## Opis budowli
Monaster jest małym białym budynkiem o kształcie krzyża. Całość budowli zwieńczona jest dwoma centralnymi kopułami, otoczonymi sześcioma mniejszymi – wszystkie w kolorze czerwonym i zwieńczone krzyżem. Poniżej dużych kopuł umieszczono okrągłe otwory, przez które do wnętrza dostaje się dużo światła. We wnętrzu znajduje się bogaty ikonostas, a na prawie wszystkich ścianach umieszczono kolorowe freski z biblijnymi scenami (zostały wykonane przez sprowadzonych z Grecji malarzy). Wnętrze dwóch największych kopuł również jest pokryte malowidłami – w jednej widnieje Jezus Chrystus z prorokami Starego Testamentu, a w drugiej jest Jezus ze świętymi i Mojżeszem. W otoczeniu monasteru zasadzono bujny ogród z licznymi drzewami.